# The Shack
The Shack è un film del 2017 diretto da Stuart Hazeldine con protagonista Sam Worthington.
La pellicola è l'adattamento cinematografico del romanzo Il rifugio (The Shack) del 2007 scritto da William P. Young.

## Trama
Mackenzie "Mack" Phillips da bambino ha subito abusi fisici ed emotivi del padre ubriaco, che abusa anche di sua madre. La sua disperazione e il tentativo di difendere la madre lo portano a pianificare di avvelenare il padre con la stricnina. Da adulto ha una vita soddisfacente con sua moglie Nan e i loro tre figli: Kate, Josh e Missy. La vita di Mack è sconvolta, tuttavia, quando la loro figlia minore Missy scompare durante un viaggio in campeggio mentre sta salvando Kate e Josh durante un incidente in canoa. La polizia stabilisce che Missy è vittima di un serial killer dopo aver trovato il suo vestito strappato e il sangue in un capanno abbandonato. Kate si incolpa della morte di Missy a causa del suo comportamento superficiale che ha causato l'incidente in canoa in primo luogo. La tragedia fa deragliare la fede e la vita di Mack fino all'inizio dell'inverno, quando riceve una lettera non firmata e dattiloscritta nella sua cassetta postale. La neve circostante è priva di tracce incriminanti. Il messaggio è firmato "Papa" (che era il soprannome di Nan per Dio) e lo invita a incontrarsi in un capanno.
Pensando che questa possa essere un'opportunità per incontrare, catturare o uccidere il serial killer, Mack si reca lì e, trovando la casetta rovinata fredda, desolata e vuota, viene sopraffatto dalla frustrazione, dalla rabbia e da un impulso quasi irresistibile di rivolgere la pistola verso sé stesso. Ma improvvisamente appare un cervo che lo fa ritornare in sé e mentre abbandona il capanno, ormai convinto di non aver più nulla da fare lì, incontra un misterioso giovane, che lo chiama per nome e lo invita a seguirlo. Incuriosito, si mette sui suoi passi e nota che man mano la neve lascia il posto a una radura bellissima, verde e soleggiata. Qui raggiunge un capanno accogliente, ben arredato e abitato da un trio di estranei, che lo invita a soggiornare nella loro casetta.
Il trio di estranei rivela gradualmente la propria identità: una donna afroamericana è Dio Padre, un uomo mediorientale è Gesù e una donna asiatica è lo Spirito Santo. Lo scopo del loro invito è innanzitutto aiutarlo a comprendere meglio la sua vita vista da un contesto molto più ampio o da una prospettiva più elevata. Questa realizzazione lo aiuta a liberarlo da un'inclinazione a giudicare sé stesso e chiunque altro. È da quel nuovo punto di partenza che può quindi continuare il suo lungo e lento viaggio nella guarigione per sé stesso e la sua famiglia e il perdono per sé stesso e per coloro che hanno gravemente danneggiato lui e i suoi cari. Aiuta Papa madre a preparare il pasto e da lei scopre di non essere mai stato abbandonato, ma non è ancora convinto di ciò. Aiuta poi lo Spirito Santo a preparare il terreno nel suo giardino per una semina, con Gesù cammina sull'acqua dopo aver sperimentato la paura dell'affrontare le difficoltà da solo e poi, Mack visita una grotta dove la saggezza di Dio, nella forma di una donna, Sophia gli parla e lo convince a non poter giocare a fare il giudice perché anche Dio che ama i suoi figli non riesce a condannarli. Una mattina, Papa - nella forma di un anziano nativo americano - lo conduce nella grotta dove si trova il corpo fisico di Missy. Insieme recuperano il suo cadavere per la sepoltura, lo mettono nella scatola e la calano a riposare in giardino. Finalmente in grado di andare oltre il suo dolore, la sua fede è restaurata, lascia il trio e torna a casa dalla sua famiglia. Il finale differisce dal libro in cui Mack non conduce la polizia al corpo di Missy, e quindi non trovano prove forensi per identificare e condannare il suo assassino.

## Promozione
Il primo trailer del film viene diffuso il 1º dicembre 2016.

## Distribuzione
La pellicola è stata distribuita nelle sale cinematografiche statunitensi a partire dal 3 marzo 2017.

## Riconoscimenti
- 2017 - Teen Choice Awards[2]
  - Candidatura per il miglior film drammatico